# Pseudacris nigrita
Pseudacris nigrita е вид жаба от семейство Дървесници (Hylidae). Видът не е застрашен от изчезване.

## Разпространение
Разпространен е в САЩ (Алабама, Вирджиния, Джорджия, Луизиана, Мисисипи, Северна Каролина, Флорида и Южна Каролина).

## Описание
Популацията на вида е стабилна.